# HP Tronic
HP Tronic är ett företag som konstruerar och producerar industriella styrsystem, testsystem, samt kablage med huvudkontor i Ljungby. Företaget grundades 1989 av Hans Petersson samt Stefan Hörberg. Företaget bedriver sin verksamhet i Sverige, Kina, Ungern, samt Indien och har idag 217 anställda.

## Historia

### DITEK
Hans Petersson och Stefan Hörberg, två kollegor på Wascator, började sätta samman styrsystem för sin arbetsgivares tvättmaskiner hemma i Hans Peterssons garage. 1987 säger de upp sig från Wascator och startar handelsbolaget DITEK. DITEK fortsatte ha sin verksamhet hemma i Hans Peterssons garage ytterligare två år.

### HP Tronic
1989 bestämde sig de två för att bilda aktiebolaget HP Tronic och flyttade sin verksamhet till större lokaler. Samma år förvärvade de även Ljungby Elektromekaniska. 1998 lyckas HP Tronic ta över tillverkningen av Astra Techs  robotstationer för analys och kontroll av läkemedel. Detta medförde att de startade en medicinteknisk verksamhet i Lund. Samma år uppgick antalet anställda till 100 År 2000 sålde Hans Petersson och Stefan Hörberg sitt företag HP Tronic till Partnertech. Dock gick det inte så bra för HP Tronics under Partnertechs ledning och företaget förlorade både inkomst och anställda. Hans Petersson och Stefan Hörberg förvärvade åter HP Tronic från Partnertech 2002 och lyckades vända företaget på rätt köl igen. 2004 och 2011 etablerades ett produktionsbolag i Suzhou, Kina samt Pune, Indien. 